# مانويل ليما
مانويل ليما (بالبرتغالية: Manuel Lima‏) هو كاتب غير روائي برتغالي، ولد في 1978 في جزيرة ساو ميغيل في البرتغال.

## وصلات خارجية
- الموقع الرسمي